# آببر دنفرد (باركشير)
آببر دنفرد (بالإنجليزية: Upper Denford)‏ هي قرية تقع في المملكة المتحدة في جنوب شرق إنجلترا.